# Ángeles Navarro Peiro
Ángeles Navarro Peiro (Madrid, 27 de diciembre de 1943) es una hebraísta, filóloga y escritora española, especializada en la lengua y la literatura hebreas de la época bíblica y medieval. 

## Biografía
Nació en Madrid el 27 de diciembre de 1943. Estudió Filosofía y Letras en la Universidad Complutense de Madrid. Se licenció en la especialidad de Filología Semítica, obteniendo el Premio Extraordinario de Licenciatura en 1971. Alcanzó el grado de doctor, también en la Complutense, en 1974, con la realización de la tesis doctoral: Edición crítica del libro bíblico de los Proverbios según manuscritos de vocalización babilónica, dirigida por el catedrático y hebraísta Federico Pérez Castro.
Después de ocupar diversos puestos docentes en la universidad Complutense, en 1992 fue la primera mujer en España que accedió a una cátedra de Lengua y Literatura Hebreas. Al jubilarse, fue nombrada catedrática emérita de filología hebrea. A partir de 2014, empezó a escribir ficción. Ha publicado, entre otras obras, una colección de relatos, La Alejandrina (2017), cuyos personajes son adolescentes y jóvenes de los años 50 y 60, una novela corta de intriga, Estación de Cáceres (2018) y una colección de cuentos, cuya trama se desarrolla en la Edad Media, insertados en un marco narrativo, que constituye, a su vez, una historia, Morir en Samarcanda (2021). Bastantes relatos suyos, algunos galardonados, se encuentran recogidos en obras colectivas o en revistas de la red.

## Actividad académica
Ha dirigido y ha colaborado especialmente en proyectos de investigación dedicados al estudio del Judaísmo Hispánico. Casi un centenar de publicaciones entre libros, artículos, colaboraciones en obras colectivas, etc., recogen los trabajos de investigación llevados a cabo a lo largo de su carrera. Junto con Antonio Piñero y Alfonso de la Fuente, colaboró en la edición realizada por Alejandro Díez Macho de la traducción castellana de los cinco primeros volúmenes de los Apócrifos del Antiguo Testamento (Madrid 1982-1987). Asimismo participó, junto a Miguel Pérez Fernández, en la Introducción General de Alejandro Díez Macho a dicha obra (Madrid 1984).
Son de destacar los estudios que realizó sobre poesía y narrativa escritas en hebreo durante la Edad Media en al-Ándalus y en los reinos cristianos de la península ibérica. En el libro Literatura hispanohebrea (2006), recoge gran parte del contenido docente y de investigación en esta materia, que desarrolló a lo largo de su carrera académica en la universidad Complutense de Madrid.

## Obras
- Biblia Babilónica, Proverbios. Madrid 1976. C.S.I.C. Colección Textos y Estudios "Cardenal Cisneros" núm. 13
- Biblia Babilónica, Profetas Menores. Madrid 1977. C.S.I.C. Colección Textos y Estudios" Cardenal Cisneros" núm. 16.
- «Libro Hebreo de Henoc», Introducción, traducción y notas. En A. Díez Macho (edit.), Apócrifos del Antiguo Testamento IV, pp. 205-291. Madrid 1984. Ediciones Cristiandad.
- Abot de Rabbí Natán. Versión crítica, introducción y notas. Valencia 1987. Institución San Jerónimo para la Investigación Bíblica.
- Los cuentos de Sendebar. Sabadell 1988. Editorial AUSA.
- Literatura hispanohebrea (siglos X-XIII). Córdoba 1988. El Almendro.
- Narrativa hispanohebrea (siglos XII-XV). Introducción y selección de relatos y cuentos. Córdoba 1990. El Almendro.
- El Tiempo y la Muerte. Las elegías de Mošeh ibn 'Ezra'. Granada 1994. Universidad de Granada.
- La literatura de los judíos de Sefarad. Poesía, narraciones y cuentos (Siglos X-XIII). Córdoba 2005. El Almendro.
- Yehudá ibn Sabbetay: La ofrenda de Judá. Introducción, traducción y notas. Granada 2006. Editorial Universidad de Granada.
- Literatura hispanohebrea. Madrid 2006. Ediciones del Laberinto, S.L.

## Reconocimientos
- Finalista en el IX concurso de RNE-Fundación La Caixa, 2017.
- Primer premio del III concurso Letras Cascabeleras (2017) de narrativa por la novela corta Estación de Cáceres.[6]
- Primer premio en II certamen de relatos “Cáceres Gótica”, 2018.
- Finalista en I concurso internacional de cuento Félix María Samaniego 2020.
- Ganadora del concurso de microrrelatos de Getafe Negro, 2020.[7]